# Peter Luder
Pour les articles homonymes, voir Luder.
Peter Luder, ou Petrus Luder, né vers 1415, mort en 1472 est un humaniste allemand. Professeur à l'université de Heidelberg à partir de 1456, il y introduit l'humanisme.